# Hypotarzetta insignis
Hypotarzetta insignis är en svampart som först beskrevs av Berthet & Riousset, och fick sitt nu gällande namn av Donadini 1985. Hypotarzetta insignis ingår i släktet Hypotarzetta och familjen Pyronemataceae.   Inga underarter finns listade i Catalogue of Life.